# Yucuyaba
Yucuyaba är en ort i Mexiko.   Den ligger i kommunen San Miguel Chicahua och delstaten Oaxaca, i den sydöstra delen av landet, 290 km sydost om huvudstaden Mexico City. Yucuyaba ligger 2 378 meter över havet och antalet invånare är 165.
Terrängen runt Yucuyaba är huvudsakligen kuperad, men söderut är den platt. Runt Yucuyaba är det glesbefolkat, med 8 invånare per kvadratkilometer. Närmaste större samhälle är Asunción Nochixtlán, 17,5 km söder om Yucuyaba. I omgivningarna runt Yucuyaba växer huvudsakligen savannskog.